# Dercetina apicicornis
Dercetina apicicornis es una especie de insecto coleóptero de la familia Chrysomelidae.
Fue descrita científicamente en 1926 por Julius Weise.